# 安堅
安 堅（アン ギョン、あん けん、朝: 안견）は、朝鮮王朝時代初期の山水画家。
忠清南道池谷の人（池谷安氏）。字は可度、得守。号は玄洞子、朱耕。生没年不詳であるが、およそ世宗年間に活躍し、15世紀の後半に没したと考えられている。
その山水は北宋の郭煕の画風を継承したものである。安平大君（1418年 - 1453年）が夢にみた桃源郷を美しい淡墨で描いた「夢遊桃源図」（1447年、天理大学附属天理図書館、重要文化財）がその代表作で、3日で完成したと言われる。安平大君など21人の跋がつく。
のち、梁彭孫など、16世紀中期頃まで多くの安堅派の山水画家を生んだ。

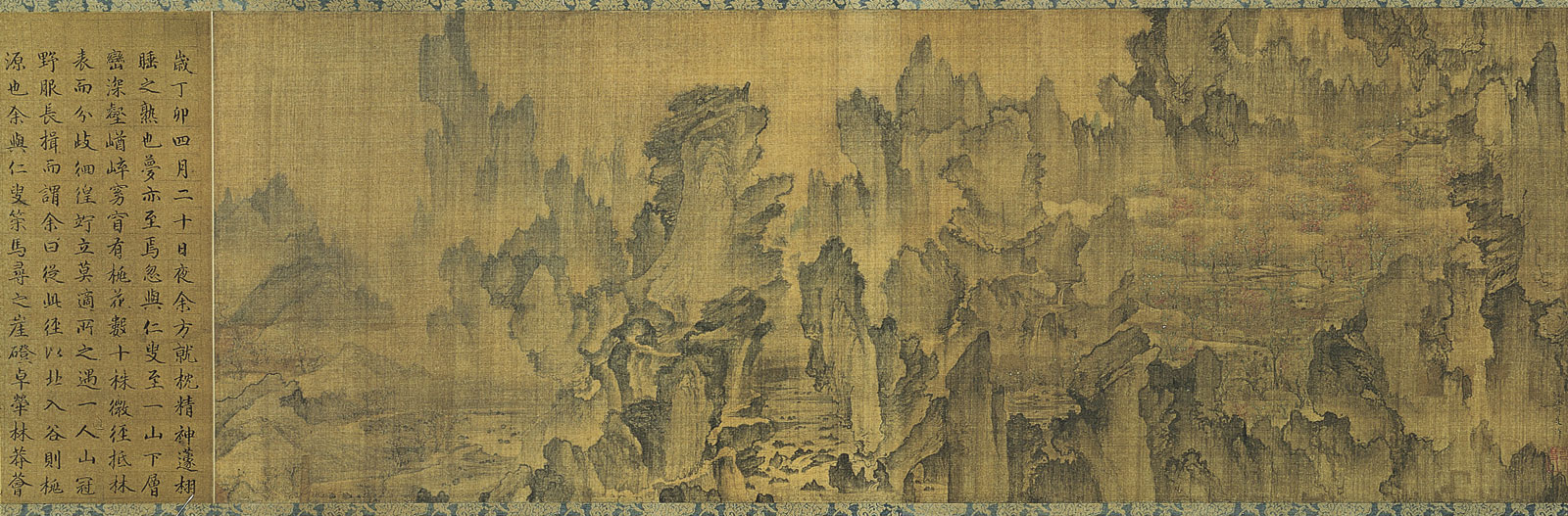
夢遊桃源図